# Festival di Sanremo 2012
(Motto del Festival, ideato da Rocco Papaleo)
Il sessantaduesimo Festival di Sanremo si è svolto al teatro Ariston di Sanremo dal 14 al 18 febbraio 2012 con la conduzione, per il secondo anno consecutivo, di Gianni Morandi, affiancato da Rocco Papaleo e la modella ceca Ivana Mrázová.
Come nell'edizione precedente, la direzione artistica è stata curata ancora una volta da Gianmarco Mazzi, l'orchestra è stata diretta dal maestro Marco Sabiu, la scenografia è stata realizzata da Gaetano Castelli e Maria Chiara Castelli e le coreografie sono state curate da Daniel Ezralow e Franco Miseria. La regia televisiva è stata affidata a Stefano Vicario.
Vi hanno partecipato 22 artisti con altrettanti brani divisi in due sezioni: Artisti (composta da 14 cantanti noti) e Sanremosocial (composta da 8 giovani cantanti emergenti).
La canzone vincitrice della sezione Artisti è stata Non è l'inferno di Emma, mentre nella categoria Sanremosocial ha vinto Alessandro Casillo con il brano È vero (che ci sei). Samuele Bersani e Erica Mou hanno vinto il Premio della Critica "Mia Martini" rispettivamente con Un pallone per la sezione Artisti e con Nella vasca da bagno del tempo per la sezione Sanremosocial.
Per il secondo anno di seguito il rappresentante italiano all'Eurovision Song Contest è stato selezionato fra gli artisti in gara da un'apposita commissione Rai. La scelta è ricaduta su Nina Zilli, la quale ha rappresentato l'Italia all'Eurovision Song Contest 2012 tenutosi a Baku, in Azerbaigian, concludendo al nono posto.
Quest'edizione è stata cornice del ritorno alla kermesse di Adriano Celentano, il quale fu causa di molte polemiche con il mondo cattolico, e dell'ultima apparizione televisiva del cantautore Lucio Dalla, scomparso a causa di un infarto meno di due settimane dopo il termine della manifestazione.

## Conduzione
A poche ore dal termine della finale del Festival di Sanremo 2011, il direttore di Rai 1 Mauro Mazza ha espresso la volontà di riconfermare Gianni Morandi per l'edizione successiva. Il 16 aprile 2011, nel corso di un'intervista con Fabio Fazio svoltasi nel programma Che tempo che fa, il cantante ha affermato di star valutando l'opportunità di un bis alla conduzione del Festival. Il 13 ottobre Morandi ha annunciato di essere al timone della conduzione del Festival di Sanremo 2012 attraverso un video caricato sul suo canale YouTube poi ricondiviso sulla sua pagina Facebook.
Il 22 dicembre il direttore artistico Gianmarco Mazzi ha annunciato che l'attore e regista Rocco Papaleo avrebbe affiancato Morandi alla conduzione del Festival. Pochi giorni dopo, il 30 dicembre, Mazzi ha reso noto che la co-conduzione sarebbe stata completata dalla presenza delle modelle Ivana Mrázová e Tamara Ecclestone; tuttavia, il 20 gennaio 2012, Mazzi ha comunicato che Ecclestone è stata allontanata a causa di diversi dissapori con la produzione. Sarà poi sostituita dalla comica Geppi Cucciari, ospite dell'ultima puntata.

## Direzione artistica e autori
Il 13 ottobre 2011 Morandi rende nota la riconferma di Gianmarco Mazzi come direttore artistico del Festival di Sanremo. Quella del 2012 è la sesta ed ultima direzione artistica del Festival firmata da Mazzi dopo le edizioni del 2005, 2006, 2009, 2010 e 2011, nonché la quarta di seguito. Come nell'anno precedente Mazzi è stato coadiuvato da Gianni Morandi. È ad oggi l'ultima edizione del Festival che vede il ruolo del direttore artistico non coincidere con quello del presentatore ufficiale; dal 2013 in poi il conduttore principale di Sanremo è anche direttore artistico.
Gli autori della sessantaduesima edizione del Festival sono Ivano Balduini, Simona Ercolani, Michele Ferrari, Federico Moccia e Francesco Valitutti.

## Partecipanti

### SezioneArtisti
Le canzoni sono state scelte e/o gli artisti sono stati invitati dal direttore artistico Gianmarco Mazzi e da Gianni Morandi, i quali si sono potuti avvalere della consulenza del direttore d'orchestra e degli autori del Festival.
Ad inizio dicembre 2011, Emma, in un'intervista al settimanale TV Sorrisi e Canzoni, ha confermato la sua partecipazione al Festival di Sanremo 2012. Il 24 dicembre anche il cantautore Eugenio Finardi ha annunciato che avrebbe preso parte alla kermesse con il brano E tu lo chiami Dio in un'intervista con La Repubblica.
Nei giorni seguenti la presentazione ufficiale del cast fu più volte posticipata. Il 14 gennaio 2012, ad un giorno dall'annuncio ufficiale, il giornalista musicale Luca De Gennaro ha pubblicato una foto su Twitter, poi rimossa, in cui figuravano i nomi di dieci sedicenti artisti in gara; questi erano Noemi, Marlene Kuntz, Gigi D'Alessio e Loredana Bertè, Emma, Nina Zilli, Francesco Renga, Chiara Civello, Fabio Concato, Eugenio Finardi e Dolcenera. Lo stesso giorno il quotidiano La Stampa ha diffuso una lista completa molto simile a quella di De Gennaro in cui il nome di Concato era sostituito da quelli di Arisa, Samuele Bersani, Pierdavide Carone con Lucio Dalla come direttore d'orchestra, Toto Cutugno e Irene Fornaciari.
Il 15 gennaio 2012 Gianni Morandi ha  reso nota la lista completa dei 14 partecipanti in gara nella sezione Artisti e delle relative canzoni durante Domenica in... L'arena, segmento del programma Domenica In condotto da Massimo Giletti. Il cantautore bolognese ha confermato tutti i nomi ad eccezione di Fabio Concato e Toto Cutugno. Nella stessa occasione Morandi ha reso noti anche gli abbinamenti e le canzoni dei duetti internazionali della terza serata Viva l'Italia nel mondo.
I brani Respirare di Gigi D'Alessio e Loredana Bertè e Al posto del mondo di Chiara Civello hanno attraversato un periodo di incertezze per questioni riguardanti la loro originalità o meno, fino all'effettiva conferma della qualifica di "canzone inedita" da parte della Rai avvenuta il 2 febbraio 2012.
| Interprete                      | Ultime partecipazioni al Festival      |
| ------------------------------- | -------------------------------------- |
| Arisa                           | 2010                                   |
| Chiara Civello                  | Esordiente                             |
| Dolcenera                       | 2009                                   |
| Emma                            | 2011                                   |
| Eugenio Finardi                 | 1999                                   |
| Francesco Renga                 | 2009                                   |
| Gigi D'Alessio e Loredana Bertè | 2005 e 2008                            |
| Irene Fornaciari                | 2010                                   |
| Marlene Kuntz                   | Esordienti                             |
| Matia Bazar                     | 2005                                   |
| Nina Zilli                      | 2010 (nella sezione Nuova Generazione) |
| Noemi                           | 2010                                   |
| Pierdavide Carone e Lucio Dalla | Esordiente e 1972                      |
| Samuele Bersani                 | 2000                                   |

### SezioneSanremosocial
6 degli 8 giovani artisti in gara nella sezione cadetta, rinominata Sanremosocial, sono stati scelti attraverso un'omonima selezione online. Il cambio di nome è motivato dalla stretta interazione di questa sezione con Facebook, il noto social network. I giovani artisti hanno inviato la propria candidatura caricando un audio/video della propria canzone sulla pagina Facebook ufficiale di Sanremosocial entro il 5 gennaio 2012. Delle 1754 candidature presentate ne sono state accettate 1174. Di queste ne sono state selezionate 60. 30 artisti (più 10 riserve) sono stati scelti da un gruppo d'ascolto costituito da Gianni Morandi, Gianmarco Mazzi, Gianmaurizio Foderaro, Federica Gentile e Silvia Notargiacomo; gli altri 30 (più altre 10 riserve) sono le proposte che hanno ricevuto più preferenze in un'apposita votazione sulla sopracitata pagina Facebook. Gli artisti selezionati sono stati convocati a sostenere un'audizione resa dal vivo nel corso del Sanremosocial Day tenutosi a Roma giovedì 12 gennaio 2012. Qui la commissione d'ascolto, alla quale si è aggiunto Saverio Schiano Lomoriello in quanto delegato di Facebook, ha selezionato i 6 finalisti dopo oltre 10 ore di diretta, ovvero Alessandro Casillo e Erica Mou (preferiti dalla rete) e Celeste Gaia, Giordana Angi, Giulia Anania e Marco Guazzone (preferiti dal gruppo d'ascolto). I loro nomi sono stati comunicati sabato 14 gennaio nel corso del programma SanremoSocial Day - La scelta.
Gli altri due artisti sono stati selezionati attraverso il concorso parallelo Area Sanremo. I partecipanti a SanremoLab sono stati valutati da una giuria presieduta da Mauro Ermanno Giovanardi e Jovanotti e composta da Niccolò Agliardi, Beppe Carletti e Syria, mentre i giovani della sezione SanremoDoc (dedicata a brani inediti in lingua dialettale italiana) sono stati sottoposti al giudizio di Massimo Morini dei Buio Pesto, Davide Van De Sfroos, Peppe Voltarelli e del presidente di giuria Edoardo Bennato. l'8 dicembre 2011 sono stati annunciati i 10 vincitori: Andrea Devis, Bidiel, Erika Mineo, Giuseppe Franchino, Kachupa, gli Iohosemprevoglia, Lavinia Desideri e Levy per SanremoLab e il duo Stefano Cherchi e Maurizio Chisari e Luca Bussoletti per SanremoDoc. Il 9 dicembre 2011, una commissione composta da Gianmarco Mazzi, Gianni Morandi, Giorgio Giuffra e Claudia Lolli ha scelto i gruppi Bidiel e Iohosemprevoglia come partecipanti ufficiali della sezione Sanremosocial del Festival di Sanremo 2012.
| Interprete         | Ultime partecipazioni al Festival |
| ------------------ | --------------------------------- |
| Alessandro Casillo | Esordiente                        |
| Bidiel             | Esordienti                        |
| Celeste Gaia       | Esordiente                        |
| Erica Mou          | Esordiente                        |
| Giordana Angi      | Esordiente                        |
| Giulia Anania      | Esordiente                        |
| Iohosemprevoglia   | Esordienti                        |
| Marco Guazzone     | Esordiente                        |

## Classifica finale

### SezioneArtisti
| Posizione | Interprete                      | Canzone               | Autori                             |
| --------- | ------------------------------- | --------------------- | ---------------------------------- |
| 1º        | Emma                            | Non è l'inferno       | F. Silvestre, L. Sala e E. Palmosi |
| 2º        | Arisa                           | La notte              | G. Anastasi                        |
| 3º        | Noemi                           | Sono solo parole      | F. Moro                            |
| 4º        | Gigi D'Alessio e Loredana Bertè | Respirare             | L. D'Alessio e V. D'Agostino       |
| 5º        | Pierdavide Carone e Lucio Dalla | Nanì                  | P. Carone e L. Dalla               |
| 6º        | Dolcenera                       | Ci vediamo a casa     | Dolcenera                          |
| 7º        | Nina Zilli                      | Per sempre            | R. Casalino e N. Zilli             |
| 8º        | Francesco Renga                 | La tua bellezza       | F. Renga, D. Mancino e D. Faini    |
| 9º        | Samuele Bersani                 | Un pallone            | S. Bersani                         |
| 10º       | Eugenio Finardi                 | E tu lo chiami Dio    | R. Di Lorenzo                      |
| NF (E4)   | Matia Bazar                     | Sei tu                | P. Cassano, G. Golzi e F. Perversi |
| NF (E4)   | Chiara Civello                  | Al posto del mondo    | C. Civello e D. Tejera             |
| NF (E2)   | Irene Fornaciari                | Grande mistero        | D. Van De Sfroos                   |
| NF (E2)   | Marlene Kuntz                   | Canzone per un figlio | C. Godano, R. Tesio e L. Bergia    |

### SezioneSanremosocial
| Posizione | Interprete         | Canzone                        | Autori                                 |
| --------- | ------------------ | ------------------------------ | -------------------------------------- |
| 1º        | Alessandro Casillo | È vero (che ci sei)            | M. Bassi e E. Bassi                    |
| 2º        | Iohosemprevoglia   | Incredibile                    | V. Nacci                               |
| 3º        | Erica Mou          | Nella vasca da bagno del tempo | E. Mou                                 |
| 4º        | Marco Guazzone     | Guasto                         | M. Guazzone, S. Costantini e D. Ceruti |
| NF (E2)   | Giulia Anania      | La mail che non ti ho scritto  | G. Anania, D. Faini e E. Cecere        |
| NF (E2)   | Giordana Angi      | Incognita poesia               | G. Angi                                |
| NF (E2)   | Bidiel             | Sono un errore                 | B. Madonia e M. Madonia                |
| NF (E2)   | Celeste Gaia       | Carlo                          | C. G. Torti                            |

## Regolamento e serate
Il regolamento della sessantaduesima edizione è molto simile a quello del 2011. Nel corso di cinque serate, attraverso i due principali sistemi di votazione, ovvero la Giuria Demoscopica e il sistema misto televoto 50% e Orchestra 50% (e in alcuni casi grazie al solo televoto), si è arrivati progressivamente alla proclamazione delle canzoni vincitrici delle sezioni Artisti e Sanremosocial. Come nel 2011, le graduatorie combinate sono state realizzate con la media delle posizioni raggiunte da ciascun artista nelle due diverse graduatorie.
La sezione Sanremosocial ha goduto di una golden share in più, ovvero quella del popolo della rete su Facebook.

### Prima serata
Nel corso della prima serata si sono esibiti i 14 Artisti in gara. Il regolamento prevedeva la provvisoria eliminazione dei due artisti meno votati dalla Giuria Demoscopica presente in sala, ma a causa di un guasto tecnico i giurati non hanno potuto esprimere le loro preferenze; di conseguenza tutti gli Artisti sono stati ammessi di diritto alla seconda serata.
Inoltre, sono stati presentati gli otto partecipanti della sezione Sanremosocial.
Ivana Mrázová non ha potuto prendere parte alla prima serata della kermesse a causa di una cervicalgia ed è stata sostituita da Belén Rodríguez ed Elisabetta Canalis, già co-conduttrici dell'edizione precedente.
La serata ha generato molte polemiche a causa di un lungo monologo di Adriano Celentano, durante il quale il cantante ha attaccato duramente molte istituzioni e personalità, fra cui la stampa cattolica e la Corte costituzionale.

#### Artisti
| Ordine di uscita | Artista                         | Brano                 |
| ---------------- | ------------------------------- | --------------------- |
| 1                | Dolcenera                       | Ci vediamo a casa     |
| 2                | Samuele Bersani                 | Un pallone            |
| 3                | Noemi                           | Sono solo parole      |
| 4                | Francesco Renga                 | La tua bellezza       |
| 5                | Chiara Civello                  | Al posto del mondo    |
| 6                | Irene Fornaciari                | Grande mistero        |
| 7                | Emma                            | Non è l'inferno       |
| 8                | Marlene Kuntz                   | Canzone per un figlio |
| 9                | Eugenio Finardi                 | E tu lo chiami Dio    |
| 10               | Gigi D'Alessio e Loredana Bertè | Respirare             |
| 11               | Nina Zilli                      | Per sempre            |
| 12               | Pierdavide Carone e Lucio Dalla | Nanì                  |
| 13               | Arisa                           | La notte              |
| 14               | Matia Bazar                     | Sei tu                |

Ospiti
- Belén Rodríguez ed Elisabetta Canalis[37][38][39]
- Luca e Paolo[42]
- Jovanotti
- Adriano Celentano: monologo (con interventi di Elisabetta Canalis, Rocco Papaleo, Pupo e Gianni Morandi), You Are My Sunshine (versione in italiano), Hot Dog Buddy Buddy, Prisencolinensinainciusol, Il forestiero, Facciamo finta che sia vero (con Franco Battiato in collegamento video)[13][36][40]

### Seconda serata
Nel corso della seconda serata si sono esibiti i 14 Artisti in gara. Le canzoni sono state votate dalla Giuria Demoscopica presente nella galleria del Teatro Ariston. Gli artisti agli ultimi quattro posti della graduatoria della serata sono stati provvisoriamente eliminati.
Inoltre, si sono esibiti gli 8 artisti della sezione Sanremosocial abbinati in scontri a due a due ad eliminazione diretta. I quattro artisti vincitori, determinati dal solo televoto, sono stati ammessi alla finale di venerdì.

#### Artisti
- Eliminato provvisorio

| Ordine di uscita | Artista                         | Brano                 | Giuria Demoscopica | Giuria Demoscopica |
| Ordine di uscita | Artista                         | Brano                 | Voti               | Graduatoria        |
| ---------------- | ------------------------------- | --------------------- | ------------------ | ------------------ |
| 1                | Nina Zilli                      | Per sempre            | 2254               | 1                  |
| 2                | Arisa                           | La notte              | 2127               | 2                  |
| 3                | Gigi D'Alessio e Loredana Bertè | Respirare             | 1591               | 11                 |
| 4                | Pierdavide Carone e Lucio Dalla | Nanì                  | 1540               | 13                 |
| 5                | Matia Bazar                     | Sei tu                | 1725               | 9                  |
| 6                | Eugenio Finardi                 | E tu lo chiami Dio    | 1752               | 8                  |
| 7                | Emma                            | Non è l'inferno       | 2126               | 3                  |
| 8                | Marlene Kuntz                   | Canzone per un figlio | 1298               | 14                 |
| 9                | Irene Fornaciari                | Grande mistero        | 1571               | 12                 |
| 10               | Samuele Bersani                 | Un pallone            | 1665               | 10                 |
| 11               | Chiara Civello                  | Al posto del mondo    | 1894               | 6                  |
| 12               | Noemi                           | Sono solo parole      | 2099               | 4                  |
| 13               | Francesco Renga                 | La tua bellezza       | 1926               | 5                  |
| 14               | Dolcenera                       | Ci vediamo a casa     | 1859               | 7                  |

#### Sanremosocial
- Ammesso alla finale

Sfida I
| Ordine di uscita | Artista            | Brano               | Televoto | Televoto    |
| Ordine di uscita | Artista            | Brano               | %        | Graduatoria |
| ---------------- | ------------------ | ------------------- | -------- | ----------- |
| 1                | Alessandro Casillo | È vero (che ci sei) | 89,15%   | 1           |
| 2                | Giordana Angi      | Incognita poesia    | 10,85%   | 2           |

Sfida II
| Ordine di uscita | Artista          | Brano       | Televoto | Televoto    |
| Ordine di uscita | Artista          | Brano       | %        | Graduatoria |
| ---------------- | ---------------- | ----------- | -------- | ----------- |
| 1                | Iohosemprevoglia | Incredibile | 68,90%   | 1           |
| 2                | Celeste Gaia     | Carlo       | 31,10%   | 2           |

Sfida III
| Ordine di uscita | Artista   | Brano                          | Televoto | Televoto    |
| Ordine di uscita | Artista   | Brano                          | %        | Graduatoria |
| ---------------- | --------- | ------------------------------ | -------- | ----------- |
| 1                | Erica Mou | Nella vasca da bagno del tempo | 63,82%   | 1           |
| 2                | Bidiel    | Sono un errore                 | 36,18%   | 2           |

Sfida IV
| Ordine di uscita | Artista        | Brano                         | Televoto | Televoto    |
| Ordine di uscita | Artista        | Brano                         | %        | Graduatoria |
| ---------------- | -------------- | ----------------------------- | -------- | ----------- |
| 1                | Marco Guazzone | Guasto                        | 62,20%   | 1           |
| 2                | Giulia Anania  | La mail che non ti ho scritto | 37,80%   | 2           |

Ospiti
- Fabrizio Biggio e Francesco Mandelli[46]
- Belén Rodríguez ed Elisabetta Canalis
- Martin Solveig[47]

### Terza serata
La terza serata, intitolata Viva l'Italia nel mondo, è stata un evento dedicato alla storia della canzone italiana nel mondo. I 14 Artisti hanno partecipato ad un piccolo torneo (estraneo alla gara ufficiale del Festival) in cui ciascuno di loro ha interpretato una canzone storica della musica italiana affiancato da un grande artista internazionale. Le esibizioni sono state votate dalla Sala Stampa del Teatro Ariston, la quale ha stabilito il vincitore della serata. In coda al duetto in gara, gli artisti hanno eseguito anche un secondo brano, spesso in omaggio al cantante ospite.
Inoltre, si sono esibiti i 4 Artisti esclusi nel corso della seconda serata, le cui canzoni sono state votate esclusivamente dal pubblico a casa tramite il televoto. Ai quattro Artisti è stata concessa la possibilità di anticipare il proprio duetto previsto per la quarta serata. Le due canzoni più votate sono state riammesse alla gara.

#### Viva l'Italia nel mondo
- Vincitori

| Ordine di uscita | Artista                         | Ospite/i                | Brano                             | Brano originale (Autori)                                                | Interprete originale             | Anno |
| ---------------- | ------------------------------- | ----------------------- | --------------------------------- | ----------------------------------------------------------------------- | -------------------------------- | ---- |
| 1                | Chiara Civello                  | Shaggy                  | You Don't Have to Say You Love Me | Io che non vivo (senza te) (Vito Pallavicini e Pino Donaggio)           | Pino Donaggio                    | 1965 |
| 2                | Samuele Bersani                 | Goran Bregović          | My Sweet Romagna                  | Romagna mia (Secondo Casadei)                                           | Secondo Casadei                  | 1954 |
| 3                | Nina Zilli                      | Skye                    | Never Never Never                 | Grande, grande, grande (Alberto Testa e Tony Renis)                     | Mina                             | 1972 |
| 4                | Matia Bazar                     | Al Jarreau              | Speak Softly Love                 | Parla più piano (Gianni Boncompagni e Nino Rota)                        | Gianni Morandi                   | 1972 |
| 5                | Emma                            | Gary Go                 | If Paradise Is Half as Nice       | Il paradiso (Mogol e Lucio Battisti)                                    | La Ragazza 77, Patty Pravo       | 1968 |
| 6                | Arisa                           | José Feliciano          | Que serà                          | Che sarà (Franco Migliacci, Jimmy Fontana e Carlo Pes)                  | Ricchi e Poveri e José Feliciano | 1971 |
| 7                | Francesco Renga                 | Sergio Dalma            | El mundo                          | Il mondo (Gianni Boncompagni, Gianni Meccia, Carlo Pes e Jimmy Fontana) | Jimmy Fontana                    | 1965 |
| 8                | Pierdavide Carone e Lucio Dalla | Mads Langer             | Anema e core                      | Anema e core (Salve D'Esposito e Tito Manlio)                           | Tito Schipa                      | 1950 |
| 9                | Irene Fornaciari                | Brian May e Kerry Ellis | I (Who Have Nothing)              | Uno dei tanti (Mogol e Carlo Donida)                                    | Joe Sentieri                     | 1961 |
| 10               | Marlene Kuntz                   | Patti Smith             | The World Became the World        | Impressioni di settembre (Mogol, Mauro Pagani e Franco Mussida)         | Premiata Forneria Marconi        | 1971 |
| 11               | Gigi D'Alessio e Loredana Bertè | Macy Gray               | Flame                             | Almeno tu nell'universo (Bruno Lauzi e Maurizio Fabrizio)               | Mia Martini                      | 1989 |
| 12               | Eugenio Finardi                 | Noa                     | Surrender                         | Torna a Surriento (Ernesto De Curtis e Giambattista De Curtis)          | Mario Massa                      | 1894 |
| 13               | Dolcenera                       | Professor Green         | My Life Is Mine                   | Vita spericolata (Vasco Rossi e Tullio Ferro)                           | Vasco Rossi                      | 1983 |
| 14               | Noemi                           | Sarah Jane Morris       | To Feel in Love                   | Amarsi un po' (Mogol e Lucio Battisti; testo in inglese: Peter Powell)  | Lucio Battisti                   | 1977 |

Brani omaggio/tributo
| Ordine | Artista                         | Ospite/i                | Brano omaggio/tributo                                           | Interprete originale        |
| ------ | ------------------------------- | ----------------------- | --------------------------------------------------------------- | --------------------------- |
| 1      | Chiara Civello                  | Shaggy                  | Boombastic                                                      | Shaggy                      |
| 2      | Samuele Bersani                 | Goran Bregović          | Balkañeros (versione spagnola del brano Ovo je Balkan)          | Milan Stanković             |
| 3      | Nina Zilli                      | Skye                    | Rome Wasn't Built in a Day                                      | Morcheeba                   |
| 4      | Matia Bazar                     | Al Jarreau              | We're In This Love Together                                     | Al Jarreau                  |
| 5      | Emma                            | Gary Go                 | Wonderful                                                       | Gary Go                     |
| 6      | Arisa                           | José Feliciano          | C'era un ragazzo che come me amava i Beatles e i Rolling Stones | Gianni Morandi              |
| 7      | Francesco Renga                 | Sergio Dalma            | Bella senz'anima                                                | Riccardo Cocciante          |
| 8      | Pierdavide Carone e Lucio Dalla | Mads Langer             | You're Not Alone (cover dell'originale degli Olive)             | Mads Langer                 |
| 9      | Irene Fornaciari                | Brian May e Kerry Ellis | We Will Rock You                                                | Queen                       |
| 10     | Marlene Kuntz                   | Patti Smith             | Because the Night                                               | Patti Smith                 |
| 11     | Gigi D'Alessio e Loredana Bertè | Macy Gray               | Io sarò per te (Reaching in to You)                             | Gigi D'Alessio              |
| 12     | Eugenio Finardi                 | Noa                     | Beautiful That Way                                              | Noa                         |
| 13     | Dolcenera                       | Professor Green         | Read All About It (Tutto quello che devi sapere)                | Professor Green e Dolcenera |
| 14     | Noemi                           | Sarah Jane Morris       | Fast Car                                                        | Tracy Chapman               |

#### Artisti- Ripescaggio
- Rientrato in gara

| Ordine di uscita | Artista                         | Ospite/i | Brano                 | Televoto | Televoto    |
| Ordine di uscita | Artista                         | Ospite/i | Brano                 | %        | Graduatoria |
| ---------------- | ------------------------------- | -------- | --------------------- | -------- | ----------- |
| 1                | Pierdavide Carone e Lucio Dalla | Nessuno  | Nanì                  | 49,39%   | 1           |
| 2                | Gigi D'Alessio e Loredana Bertè | Nessuno  | Respirare             | 30,82%   | 2           |
| 3                | Irene Fornaciari                | Nessuno  | Grande mistero        | 12,06%   | 3           |
| 4                | Marlene Kuntz                   | Samuel   | Canzone per un figlio | 7,73%    | 4           |

Ospiti
- Federica Pellegrini

### Quarta serata
Nel corso della quarta serata si sono esibiti i 12 Artisti rimasti in gara, i quali hanno interpretato i propri brani in versione liberamente rivisitata affiancati da artisti ospiti italiani e/o stranieri. Le canzoni sono state votate dal pubblico a casa tramite il televoto e dalla Sanremo Festival Orchestra. La media delle posizioni raggiunte dagli artisti nelle due singole graduatorie ha generato la graduatoria combinata della serata. Gli artisti agli ultimi due posti sono stati definitivamente eliminati.
Inoltre, si sono esibiti i quattro artisti finalisti della sezione Sanremosocial. Le canzoni sono state votate dal pubblico a casa tramite il televoto e dalla Sanremo Festival Orchestra. La media delle posizioni raggiunte dagli artisti nelle due singole graduatorie ha generato la classifica provvisoria; in seguito al suo svelamento sono entrate in gioco due golden share, un meccanismo attraverso il quale l'artista prescelto ha potuto scalare d'imperio una posizione in classifica. La canzone più votata è stata proclamata vincitrice della Sezione Sanremosocial. Infine, sono stati assegnati il Premio della Critica "Mia Martini" e il Premio Sala Stampa Radio-Tv per la sezione Sanremosocial.
Durante la serata, è emerso il sospetto che il brano Respirare fosse stato eseguito da parte di Loredana Bertè con un parziale playback (un mix tra registrazione e voce dal vivo), andando quindi teoricamente contro il regolamento del Festival e rischiando la squalifica; il conduttore Gianni Morandi ha però parlato di «un fallo da ammonizione e non da espulsione».

#### Artisti- Duetti
- Eliminato

| Ordine di uscita | Artista                         | Ospite/i                                             | Brano              | Televoto | Televoto    | Orchestra | Orchestra   | Media delle posizioni nelle graduatorie | Graduatoria combinata |
| Ordine di uscita | Artista                         | Ospite/i                                             | Brano              | %        | Graduatoria | Voti      | Graduatoria | Media delle posizioni nelle graduatorie | Graduatoria combinata |
| ---------------- | ------------------------------- | ---------------------------------------------------- | ------------------ | -------- | ----------- | --------- | ----------- | --------------------------------------- | --------------------- |
| 1                | Noemi                           | Gaetano Curreri                                      | Sono solo parole   | 4,92%    | 7           | 14        | 3           | 5                                       | 4                     |
| 2                | Pierdavide Carone e Lucio Dalla | Gianluca Grignani                                    | Nanì               | 22,04%   | 2           | 5         | 12          | 7                                       | 6                     |
| 3                | Dolcenera                       | Max Gazzè                                            | Ci vediamo a casa  | 3,88%    | 8           | 7         | 9           | 8,5                                     | 10                    |
| 4                | Gigi D'Alessio e Loredana Bertè | Mario Fargetta                                       | Respirare          | 13,45%   | 3           | 15        | 2           | 2,5                                     | 3                     |
| 5                | Chiara Civello                  | Francesca Michielin                                  | Al posto del mondo | 3,30%    | 10          | 6         | 11          | 10,5                                    | 12                    |
| 6                | Samuele Bersani                 | Paolo Rossi                                          | Un pallone         | 3,03%    | 11          | 9         | 5           | 8                                       | 9                     |
| 7                | Eugenio Finardi                 | Peppe Servillo                                       | E tu lo chiami Dio | 3,76%    | 9           | 8         | 6           | 7,5                                     | 8                     |
| 8                | Nina Zilli                      | Giuliano Palma e Fabrizio Bosso                      | Per sempre         | 5,11%    | 6           | 7         | 9           | 7,5                                     | 7                     |
| 9                | Arisa                           | Mauro Ermanno Giovanardi e Mauro Pagani (al violino) | La notte           | 9,02%    | 4           | 18        | 1           | 2,5                                     | 1                     |
| 10               | Emma                            | Alessandra Amoroso                                   | Non è l'inferno    | 22,49%   | 1           | 12        | 4           | 2,5                                     | 2                     |
| 11               | Matia Bazar                     | Mauro Coruzzi                                        | Sei tu             | 2,28%    | 12          | 8         | 6           | 9                                       | 11                    |
| 12               | Francesco Renga                 | Scala & Kolacny Brothers                             | La tua bellezza    | 6,72%    | 5           | 8         | 6           | 5,5                                     | 5                     |

Duetti previsti dei concorrenti eliminati definitivamente nella serata precedente
- Irene Fornaciari con Davide Van De Sfroos[52]
- Marlene Kuntz con Samuel dei Subsonica (duetto presentato nella terza serata)[52]

#### Sanremosocial- Finale
| Ordine di uscita | Artista            | Brano                          | Televoto | Televoto    | Orchestra | Orchestra   | Media delle posizioni nelle graduatorie | Graduatoria combinata |
| Ordine di uscita | Artista            | Brano                          | Voti     | Graduatoria | Voti      | Graduatoria | Media delle posizioni nelle graduatorie | Graduatoria combinata |
| ---------------- | ------------------ | ------------------------------ | -------- | ----------- | --------- | ----------- | --------------------------------------- | --------------------- |
| 1                | Alessandro Casillo | È vero (che ci sei)            | 51,50%   | 1           | 20        | 1           | 1                                       | 1                     |
| 2                | Iohosemprevoglia   | Incredibile                    | 19,24%   | 2           | 18        | 2           | 2                                       | 2                     |
| 3                | Marco Guazzone     | Guasto                         | 14,26%   | 4           | 17        | 3           | 3,5                                     | 4                     |
| 4                | Erica Mou          | Nella vasca da bagno del tempo | 15,00%   | 3           | 17        | 3           | 3                                       | 3                     |

Golden share della sala stampa
- Vincitore

| Artista            | Brano                          | Voti |
| ------------------ | ------------------------------ | ---- |
| Erica Mou          | Nella vasca da bagno del tempo | 15   |
| Marco Guazzone     | Guasto                         | 10   |
| Iohosemprevoglia   | Incredibile                    | 4    |
| Alessandro Casillo | È vero (che ci sei)            | 2    |

Golden share degli utenti Facebook
- Vincitore

| Artista            | Brano                          | Voti |
| ------------------ | ------------------------------ | ---- |
| Alessandro Casillo | È vero (che ci sei)            | 3722 |
| Iohosemprevoglia   | Incredibile                    | 2484 |
| Erica Mou          | Nella vasca da bagno del tempo | 1780 |
| Marco Guazzone     | Guasto                         | 1323 |

Classifica finale della sezione Sanremosocial dopo l'assegnazione delle golden share
     Vincitore
| Artisti            | Brano                          | Classifica finale |
| ------------------ | ------------------------------ | ----------------- |
| Alessandro Casillo | È vero (che ci sei)            | 1                 |
| Erica Mou          | Nella vasca da bagno del tempo | 2                 |
| Iohosemprevoglia   | Incredibile                    | 3                 |
| Marco Guazzone     | Guasto                         | 4                 |

Ospiti
- Simona Atzori e David Garrett: coreografia sulle note di Smells Like Teen Spirit[58]
- Sabrina Ferilli: Roma nun fa' la stupida stasera (nuova versione in duetto con Gianni Morandi)
- Alessandro Siani[59]
- One Direction: What Makes You Beautiful[54][60][61]
- Anna Tatangelo, Christian Vieri, Marco Delvecchio, Milly Carlucci, Paolo Belli e i maestri di Ballando con le stelle[54][62]

### Quinta serata - Finale
Nella quinta serata si sono esibiti i 10 Artisti finalisti. Le canzoni sono state votate dal pubblico a casa tramite il televoto e dalla Sanremo Festival Orchestra. La media delle posizioni raggiunte dagli artisti nelle due singole graduatorie ha generato la classifica provvisoria; in seguito allo svelamento delle prime sei posizioni è entrata in gioco la golden share della Sala Stampa, meccanismo attraverso il quale l'artista prescelto ha potuto scalare d'imperio tre posizioni in classifica.
Gli artisti alle prime tre posizioni della graduatoria combinata sono stati ammessi alla seconda fase della finale, durante la quale hanno eseguito nuovamente le loro canzoni. I voti precedentemente accumulati sono stati azzerati e si è proceduto ad un'ulteriore votazione solo del pubblico da casa tramite il televoto. La canzone più votata è stata proclamata vincitrice della Sezione Artisti. Infine, sono stati assegnati il Premio della Critica "Mia Martini" e il Premio Sala Stampa Radio-Tv per la sezione Artisti ed è stato reso noto il nome del rappresentante italiano all'Eurovision Song Contest 2012.
Durante la serata c'è stato spazio anche per un nuovo monologo di Adriano Celentano, il quale ha risposto alle accuse rivoltegli dopo la prima serata del Festival; alla fine, sulle note della canzone Ti penso e cambia il mondo, Celentano e Gianni Morandi hanno cantato insieme per la prima volta nella loro carriera. A fine serata Geppi Cucciari ha lanciato un appello per la liberazione della cooperante Rossella Urru, rapita in Algeria il 22 ottobre 2011.

#### Artisti- Finale 1ª parte
- Artista fra le prime sei posizioni che può godere della golden share

| Ordine di uscita | Artista                         | Brano              | Televoto | Televoto    | Orchestra | Orchestra   | Media delle posizioni in classifica | Graduatoria combinata |
| Ordine di uscita | Artista                         | Brano              | Voti     | Graduatoria | Voti      | Graduatoria | Media delle posizioni in classifica | Graduatoria combinata |
| ---------------- | ------------------------------- | ------------------ | -------- | ----------- | --------- | ----------- | ----------------------------------- | --------------------- |
| 1                | Nina Zilli                      | Per sempre         | 4,98%    | 8           | 17        | 6           | 7                                   | 7                     |
| 2                | Gigi D'Alessio e Loredana Bertè | Respirare          | 12,09%   | 3           | 31        | 3           | 3                                   | 3                     |
| 3                | Emma                            | Non è l'inferno    | 29,65%   | 1           | 26        | 4           | 2,5                                 | 2                     |
| 4                | Samuele Bersani                 | Un pallone         | 3,18%    | 10          | 25        | 5           | 7,5                                 | 9                     |
| 5                | Dolcenera                       | Ci vediamo a casa  | 5,59%    | 6           | 17        | 6           | 12                                  | 6                     |
| 6                | Pierdavide Carone e Lucio Dalla | Nanì               | 15,74%   | 2           | 14        | 9           | 5,5                                 | 5                     |
| 7                | Noemi                           | Sono solo parole   | 5,42%    | 7           | 33        | 2           | 4,5                                 | 4                     |
| 8                | Arisa                           | La notte           | 11,59%   | 4           | 38        | 1           | 2,5                                 | 1                     |
| 9                | Eugenio Finardi                 | E tu lo chiami Dio | 3,26%    | 9           | 15        | 8           | 8,5                                 | 10                    |
| 10               | Francesco Renga                 | La tua bellezza    | 8,50%    | 5           | 13        | 10          | 7,5                                 | 8                     |

Golden Share della Sala stampa
- Vincitore

| Artista                         | Brano             | Voti |
| ------------------------------- | ----------------- | ---- |
| Noemi                           | Sono solo parole  | 50   |
| Arisa                           | La notte          | 9    |
| Pierdavide Carone e Lucio Dalla | Nanì              | 9    |
| Emma                            | Non è l'inferno   | 7    |
| Gigi D'Alessio e Loredana Bertè | Respirare         | 5    |
| Francesco Renga                 | La tua bellezza   | 3    |
| Dolcenera                       | Ci vediamo a casa | 2    |
| Nina Zilli                      | Per sempre        | 2    |

Classifica finale della sezione Artisti dopo l'assegnazione della golden share
- Ammesso alla finale a tre

| Artista                         | Brano              | Classifica finale |
| ------------------------------- | ------------------ | ----------------- |
| Noemi                           | Sono solo parole   | 1                 |
| Arisa                           | La notte           | 2                 |
| Emma                            | Non è l'inferno    | 3                 |
| Gigi D'Alessio e Loredana Bertè | Respirare          | 4                 |
| Pierdavide Carone e Lucio Dalla | Nanì               | 5                 |
| Dolcenera                       | Ci vediamo a casa  | 6                 |
| Nina Zilli                      | Per sempre         | 7                 |
| Francesco Renga                 | La tua bellezza    | 8                 |
| Samuele Bersani                 | Un pallone         | 9                 |
| Eugenio Finardi                 | E tu lo chiami Dio | 10                |

#### Artisti- Finale a tre
- Vincitore

| Ordine di uscita | Artista | Brano            | Televoto | Classifica finale |
| ---------------- | ------- | ---------------- | -------- | ----------------- |
| 1                | Noemi   | Sono solo parole | 14,84%   | 3                 |
| 2                | Emma    | Non è l'inferno  | 49,63%   | 1                 |
| 3                | Arisa   | La notte         | 35,53%   | 2                 |

Ospiti
- Geppi Cucciari[67]
- Lorella Cuccarini (dalla platea)
- Max Giusti (dalla platea)
- Adriano Celentano: 13 women, monologo in risposta alle polemiche per l'intervento nella prima serata, La cumbia di chi cambia, Ti penso e cambia il mondo (con Gianni Morandi)[65][69]
- The Cranberries: Zombie e Tomorrow[64]
- Luca e Paolo[69]
- Alessio Boni, Bianca Guaccero, Dajana Roncione e Caterina Misasi
- Ell & Nikki[11]

Altre esibizioni
- Rocco Papaleo: Come vivere[70]

## Premi

### SezioneArtisti
- Vincitore 62º Festival di Sanremo sezione Artisti: Emma con Non è l'inferno[8]
- Podio - secondo classificato 62º Festival di Sanremo sezione Artisti: Arisa con La notte[8]
- Podio - terzo classificato 62º Festival di Sanremo sezione Artisti: Noemi con Sono solo parole[8]
- Premio della Critica "Mia Martini" sezione Artisti: Samuele Bersani con Un pallone[9]
- Premio della Sala Stampa Radio-Tv sezione Artisti: Arisa con La notte[66]
- Premio Viva l'Italia nel mondo!: Marlene Kuntz e Patti Smith con The World Became the World[71]
- Premio Lunezia per Sanremo per il valore musical-letterario del brano sezione Artisti: Arisa con La notte[72]

### SezioneSanremosocial
- Vincitore 62º Festival di Sanremo sezione Sanremosocial: Alessandro Casillo con È vero (che ci sei)[34]
- Premio "Emanuele Luzzati": Alessandro Casillo
- Podio - secondo classificato 62º Festival di Sanremo sezione Sanremosocial: Erica Mou con Nella vasca da bagno del tempo[34]
- Podio - secondo classificato 62º Festival di Sanremo sezione Sanremosocial: Iohosemprevoglia con Incredibile[34]
- Premio della Critica "Mia Martini" sezione Sanremosocial: Erica Mou con Nella vasca da bagno del tempo[10]
- Premio della Sala Stampa Radio-Tv sezione Sanremosocial: Erica Mou con Nella vasca da bagno del tempo[10]
- Premio Lunezia per Sanremo per il valore musical-letterario del brano sezione Sanremosocial: Erica Mou con Nella vasca da bagno del tempo[72]
- Premio Assomusica per la migliore esibizione live: Marco Guazzone[73]

### Altri premi
- Premio alla carriera "Città di Sanremo": Gianmarco Mazzi e Lucio Presta[74]
- Rappresentante italiano all'Eurovision Song Contest 2012: Nina Zilli[11]

## Orchestra
Per il terzo anno di seguito la Sanremo Festival Orchestra è stata diretta dal maestro Marco Sabiu. Durante le esibizioni dei cantanti venne diretta dai maestri:
- Maurizio Bassi per Alessandro Casillo
- Carlo Carcano per gli Iohosemprevoglia
- Stefano Costantini per Marco Guazzone[75]
- Vittorio Cosma per Samuele Bersani e i Marlene Kuntz[76]
- Lucio Dalla per Pierdavide Carone
- Carlo Gaudiello per Eugenio Finardi
- Fabio Gurian per Dolcenera[77]
- Max Marcolini per Irene Fornaciari
- Enrico Melozzi per Noemi[78] e Pierdavide Carone e Lucio Dalla (solo serata cover)
- Danilo Minotti per Erica Mou
- Mauro Pagani per Arisa[79]
- Adriano Pennino per Gigi D'Alessio e Loredana Bertè e Giordana Angi[80]
- Pino Perris per Emma
- Roberto Rossi per Celeste Gaia
- Peppe Vessicchio per Francesco Renga, Chiara Civello, Nina Zilli, i Matia Bazar, i Bidiel e Giulia Anania[81]

Durante le esibizioni di Adriano Celentano l'orchestra è stata diretta da Fio Zanotti, mentre Massimo Morini ha diretto per Biggio e Mandelli.

## Sigla
La sigla è un arrangiamento del maestro Marco Sabiu delle prime note di Un mondo d'amore di Gianni Morandi (diverso dalla sigla dell'anno precedente).

### Jingle
Come nell'edizione precedente, l'entrata in scena di ciascun Artista è accompagnata da un jingle che riprende un classico della storia del rock.
- Arisa: Gimme All Your Lovin' - ZZ Top
- Chiara Civello: Light My Fire - The Doors
- Dolcenera: Hold The Line - Toto
- Emma: Purple Haze - Jimi Hendrix
- Eugenio Finardi: Born in the U.S.A. - Bruce Springsteen
- Francesco Renga: More Than a Feeling - Boston
- Gigi D'Alessio e Loredana Bertè: Walk This Way - Aerosmith
- Irene Fornaciari: Hysteria - Muse
- Marlene Kuntz: Burn - Deep Purple
- Matia Bazar: In the Flesh? - Pink Floyd
- Nina Zilli: Black Dog - Led Zeppelin
- Noemi: You Really Got Me - The Kinks
- Pierdavide Carone e Lucio Dalla: Owner of a Lonely Heart - Yes
- Samuele Bersani: In My Place - Coldplay

### JingleViva l'Italia!
Durante la terza serata, l'arrivo sul palco degli Artisti e dei relativi ospiti è accompagnato dalle colonne sonore di celebri film realizzate da compositori italiani.
- Arisa: 8½ (regia di Federico Fellini; musiche di Nino Rota)
- Chiara Civello: C'era una volta il West (regia di Sergio Leone; musiche di Ennio Morricone)
- Dolcenera: La storia infinita (regia di Wolfgang Petersen; musiche di Giorgio Moroder)
- Emma: Anonimo veneziano (regia di Enrico Maria Salerno; musiche di Stelvio Cipriani)
- Eugenio Finardi: Profumo di donna (regia di Dino Risi; musiche di Armando Trovajoli)
- Francesco Renga: Scarface (regia di Brian De Palma; musiche di Giorgio Moroder)
- Gigi D'Alessio e Loredana Bertè: La dolce vita (regia di Federico Fellini; musiche di Nino Rota)
- Irene Fornaciari: Mission (regia di Roland Joffé; musiche di Ennio Morricone)
- Marlene Kuntz: Giù la testa (regia di Sergio Leone; musiche di Ennio Morricone)
- Matia Bazar: Amarcord (regia di Federico Fellini; musiche di Nino Rota)
- Nina Zilli: Fumo di Londra (regia di Alberto Sordi; musiche di Piero Piccioni)
- Noemi: Nuovo Cinema Paradiso (regia di Giuseppe Tornatore; musiche di Ennio Morricone)
- Pierdavide Carone e Lucio Dalla: Per un pugno di dollari (regia di Sergio Leone; musiche di Ennio Morricone)
- Samuele Bersani: Il postino (regia di Michael Radford; musiche di Luis Bacalov)

## Scenografia

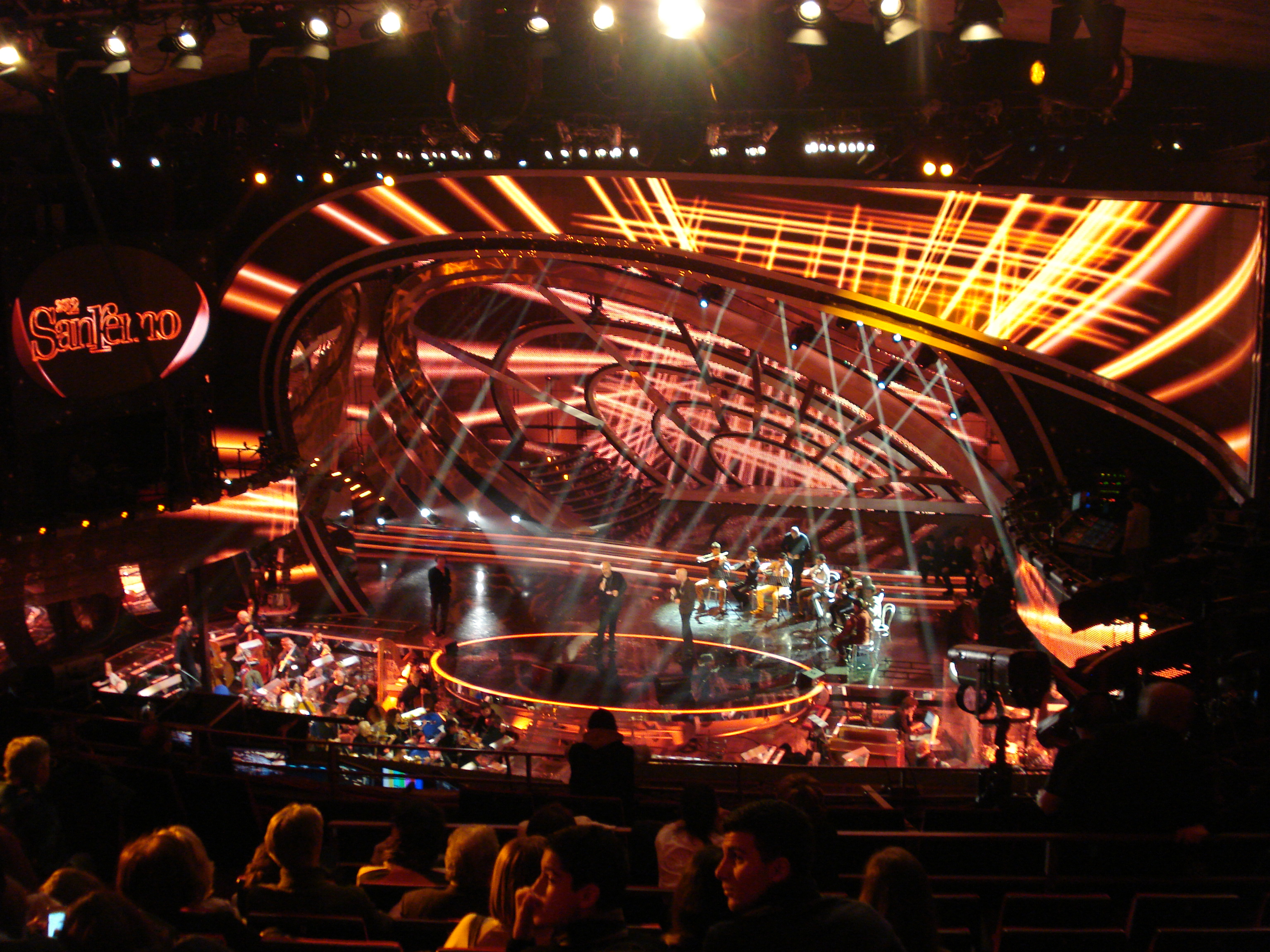
La scenografia del Festival di Sanremo 2012.

Per la diciassettesima volta la scenografia del Festival è firmata da Gaetano Castelli e sua figlia Maria Chiara ed è caratterizzata da richiami alla volta celeste e al sistema solare, ma anche alle macchine e agli ingranaggi leonardeschi, come dimostra l'enorme ruota dentata sullo fondo. Dietro di essa vi è un grande schermo semi-trasparente sul quale sono stati proiettati effetti visivi e immagini. Il risultato finale è quello di una macchina scenica simile ad un'astronave lunga venti metri e alta nove, del peso di venti tonnellate, tutta realizzata a Roma in tre mesi di lavoro. La scena è stata poi smontata e rimontata pezzo dopo pezzo sul palcoscenico sanremese. Tale impianto ha richiesto un lavoro di rinforzo delle strutture del Teatro Ariston. Come nelle ultime tre edizioni, l'orchestra è situata nel golfo mistico ai lati della scena, il cui centro è costituito da una piattaforma circolare sulla quale si sono esibiti i vari artisti. La scalinata invece è stata posta sulla sinistra in parallelo con lo sfondo. Nonostante gli apprezzamenti, la scenografia è stata fatta oggetto di polemiche da parte degli spettatori per via della monotonia e dell'eccessiva similitudine con le due precedenti.

## Giurie

### Giuria Demoscopica
La Giuria Demoscopica è un campione di 300 abituali ascoltatori, acquirenti e appassionati di musica provenienti da tutta Italia e differenti per sesso ed età. In ciascuna serata il campione è stato costituito da persone diverse. I giurati siedono nella galleria del Teatro Ariston al momento del voto ed esprimono le loro preferenze attribuendo ad ogni canzone un punteggio da 1 a 10 nel momento immediatamente successivo alla sua esecuzione in puntata. In ciascuna serata il campione è stato costituito da persone diverse.
La Giuria Demoscopica avrebbe dovuto valutare le canzoni degli Artisti nel corso della prima e della seconda serata, ma a causa di un inconveniente tecnico ha potuto votare solo nella seconda.

### Televoto
Il televoto è il mezzo attraverso cui il pubblico da casa ha potuto esprimere le sue preferenze.
Il televoto e il voto dell'Orchestra, entrambi con peso del 50%, hanno determinato le graduatorie combinate della sezione Artisti nel corso della quarta e quinta serata. Lo stesso sistema ha determinato la graduatorie combinata della finale di Sanremosocial. Infine, il televoto è stato l'unico sistema di votazione che è intervenuto nel ripescaggio e nello spareggio fra i tre finalisti per la sezione Aritsti e nelle quattro sfide a eliminazione diretta di Sanremosocial della seconda serata.

### Orchestra
I musicisti della Sanremo Festival Orchestra e i componenti del coro hanno espresso il loro voto in forma anonima esprimendo tre preferenze per la sezione Artisti e due preferenze per la sezione Sanremosocial.
Il televoto e il voto dell'Orchestra, entrambi con peso del 50%, hanno determinato le graduatorie combinate della sezione Artisti nel corso della quarta e quinta serata. Lo stesso sistema ha determinato la graduatoria combinata della finale di Sanremosocial.

### Sala Stampa Roof Ariston
La Sala Stampa Ariston Roof è situata all'interno del Teatro Ariston e riunisce i rappresentanti delle testate accreditate fra agenzie giornalistiche, quotidiani, periodici, web, giornali radio, tg e rubriche televisive, nonché testate giornalistiche e emittenti radiotelevisive straniere. A maggioranza dei votanti ha attribuito il Premio della Critica "Mia Martini" per entrambe le sezioni e la golden share per la sezione Artisti.

### Sala Stampa Radio-Tv
Presso la Sala Stampa Radio-Tv, situata presso il Palafiori di Sanremo, sono riuniti i rappresentanti delle principali emittenti radiofoniche e televisive private, come giornalisti, conduttori e tecnici. A maggioranza dei votanti ha attribuito il Premio Sala Stampa Radio-Tv per entrambe le sezioni e la golden share della Giuria Radio per la sezione Sanremosocial.

### Facebook
Il social network Facebook ha svolto un ruolo molto importante nel corso di questa edizione. Oltre ad essere il "luogo" di candidatura degli aspiranti partecipanti a Sanremosocial, ha dato modo agli utenti della rete di poter esprimere le proprie preferenze. Questi infatti, una volta registratisi mediante un apposito form e disponendo di un solo voto ogni 24 ore, hanno potuto votare il brano di un artista a partire dal momento della pubblicazione del suddetto fino all'8 gennaio 2012. I 30 artisti preferiti della rete hanno poi sostenuto la loro audizione nel corso del Sanremosocial Day.
Inoltre, dal momento della pubblicazione delle pagine Facebook ufficiali dedicate agli 8 artisti in gara, ogni utente della piattaforma, mediante un apposito form, ha potuto votare il proprio artista preferito attribuendo un voto ogni 24 ore fino a martedì 14 febbraio 2012. Tale classifica ha determinato gli abbinamenti ad eliminazione diretta della seconda serata: il primo classificato si è dunque scontrato con l'ultimo, il secondo con il penultimo, il terzo con il terzultimo e il quarto con il quinto.
Infine, ogni utente, a partire dal momento della comunicazione ufficiale dei 4 finalisti avvenuta nella seconda serata di mercoledì 15 febbraio, ha potuto attribuire al proprio artista di Sanremosocial preferito un voto ogni 24 ore fino al 17 febbraio. L'artista più votato ha vinto la golden share del popolo della rete su Facebook.

### Ex aequo
In caso di ex aequo tra due canzoni della sezione Artisti in una graduatoria stilata con sistema di voto misto (televoto 50% e voto dell'Orchestra 50%), si è fatto riferimento alla graduatoria dalla Giuria Demoscopica della seconda serata. In caso di ex aequo tra due canzoni della sezione Sanremosocial si è fatto riferimento alla preferenza espressa dall'Orchestra.

## Controversie

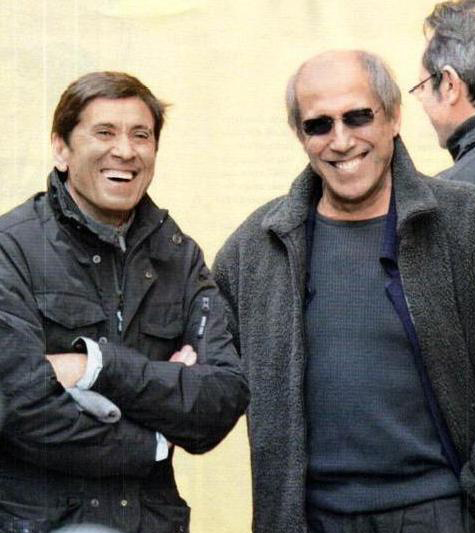
Gianni Morandi e Adriano Celentano nel backstage del Festival di Sanremo.

- Gianni Morandi e Adriano Celentano nel backstage del Festival di Sanremo.Subito dopo l'annuncio del cast, alcuni internauti hanno fatto notare come la canzone Respirare di Gigi D'Alessio e Loredana Bertè non fosse del tutto inedita. Infatti, le pagine Facebook degli artisti avevano condiviso, rispettivamente il 1° e il 4 gennaio, due video caricati sui loro account YouTube ufficiali e contenenti un'anteprima di 30 secondi del brano sanremese.[85] Contestualmente, una seconda polemica ebbe come fulcro Al posto del mondo, la canzone presentata da Chiara Civello. Il brano, scritto da Diana Tejera e dalla stessa Civello, venne inizialmente presentato dal cantautore siciliano Daniele Magro alle selezioni per la sezione Nuova Generazione del Festival di Sanremo 2010, senza però rientrare fra i finalisti. Sebbene il brano non sia mai stato inciso, Magro lo interpretò dal vivo in più di un'occasione.[86] Alessandro Fabrizi, manager del cantante siciliano, ha raccontato di essere poi stato contattato dalla Civello e dalla Tejera nel luglio 2011 poiché erano intenzionate ad affidare la canzone ad Adriano Celentano. Il manager della cantante romana Ettore Caretta ribatté affermando che «Alla Siae non risultano introiti legati al brano, quindi non è mai stato eseguito in pubblico.».[87] Il 2 febbraio 2012, la Rai ha diffuso un comunicato stampa in cui si affermava che per entrambe le canzoni non sussistono gli estremi di un'eventuale squalifica, in quanto persiste la qualifica di "canzone nuova"; per tale motivo le partecipazioni di Gigi D'Alessio e Loredana Bertè e di Chiara Civello sono state confermate.[26] Sono arrivate critiche anche dal comico Enzo Iacchetti, che si è scagliato su Facebook contro Mazzi e Morandi dando a quest'ultimo dell'ignorante per le scelte delle canzoni. Morandi portò in seguito Iacchetti in tribunale. La causa fu vinta da Morandi e Iacchetti dovette pagare quarantamila euro.[88]
- Il giorno dopo l'annuncio degli Artisti in gara, durante una videochat con il giornalista Vincenzo Mollica, il direttore artistico Gianmarco Mazzi ha raccontato di essere stato contattato da Grazia Letizia Veronese, vedova di Lucio Battisti, la quale ha espresso la sua volontà di impedire le esibizioni di Noemi ed Emma. Le due cantanti infatti si sarebbero dovute esibire nella serata di giovedì con due canzoni, Amarsi un po' e Il paradiso, entrambe scritte dal cantautore, e Veronese, da sempre fedele a una condotta estremamente restrittiva e protezionistica nei confronti dell'immagine e dell'opera del marito, si è mostrata contraria all'omaggio.[89][90] In seguito Noemi ha rivelato di aver dovuto modificare il duetto assecondando le sue richieste.[91][92] Comunque, entrambe le cantanti sono poi riuscite a esibirsi.
- Il monologo della prima serata di Adriano Celentano ha generato aspre critiche e molte polemiche. Il cantante è comparso sul palco in uno scenario apocalittico e ha esordito con un'invettiva contro i preti e i frati, intenti a intromettersi in questioni politiche ed economiche piuttosto che a parlare del Paradiso e incuranti che la Parola di Dio possa non arrivare agli ultimi.[13][36][40] Il cantautore ha poi attaccato duramente la stampa cattolica, in particolare le testate Avvenire e Famiglia Cristiana, definendole giornali "inutili e ipocriti" che "dovrebbero chiudere", e ha attaccato la Corte costituzionale, rea di aver bocciato il referendum sulla legge elettorale.[13][40] L'intervento, durato circa un'ora senza interruzioni pubblicitarie, ha suscitato forti reazioni da parte di CEI,[93][94] FNSI e FIEG,[40] tali da spingere la Rai a "commissariare" la manifestazione,[40][95] sfiduciando la produzione indipendente di Rai 1 e della direzione artistica del Festival.[96] Ha suscitato clamore anche l'ampio uso di parolacce durante la serata.[97] Il monologo è stato causa di malumore anche da parte di alcuni cantanti in gara: Francesco Renga ha lamentato il declassamento delle canzoni degli artisti in gara a mera cornice di uno «spettacolo nello spettacolo»,[98] mentre Lucio Dalla ha sottolineato come sia inusuale che un cantante tenga in ostaggio l'Ariston per cinquanta minuti.[99]
- Lo sketch comico di Fabrizio Biggio e Francesco Mandelli nei panni di una coppia gay andato in scena nella seconda serata ha scatenato dure reazioni da parte delle principali associazioni LGBT.[46][100]

## Esclusi
Fra i cantanti esclusi dalla categoria Artisti vi sono: Fabio Concato, Toto Cutugno, Patty Pravo (con La luna), Syria, Marcella Bella, Mietta, Viola Valentino e Scialpi (con C'est la vie) e  Morgan (con La tua Milano),. Le indiscrezioni dei mesi precedenti all'annuncio e quelle immediatamente successive ad esso contemplano anche i nomi di Marco Mengoni, Annalisa, Alice, Anna Oxa, Mariella Nava (con Da domani), Silvia Salemi, Simona Molinari, L'Aura, Povia, Raphael Gualazzi, Subsonica, Paola Turci, Marina Rei, Teresa De Sio, Fausto Leali, Loredana Errore, Manuela Villa, Gianni Nazzaro, Irene Fargo, Virginio e Marco Carta.
Fra gli artisti non selezionati nella sezione Sanremosocial vi sono Bianca Atzei (con La gelosia), Giovanni Caccamo, Aiello, Antonio Maggio (con Nonostante tutto), Ilaria Porceddu, Romina Falconi, Simonetta Spiri, Eleonora Crupi e la Miss Italia in carica Stefania Bivone. Fra i finalisti di Area Sanremo figurano Angelica e, ancora una volta, Erika Mineo.
In prima battuta, dopo aver presentato Un pallone alla commissione artistica, Samuele Bersani propose anche un secondo brano, Psyco, esprimendo una netta preferenza per quest'ultimo. Tuttavia, il direttore artistico Gianni Morandi optò per la prima canzone.

## Ascolti
Risultati di ascolto delle varie serate, secondo rilevazioni Auditel.
| Serate | Messa in onda      | I parte            | I parte            | II parte           | II parte           | Media          | Media  |
| Serate | Messa in onda      | Telespettatori     | Share              | Telespettatori     | Share              | Telespettatori | Share  |
| ------ | ------------------ | ------------------ | ------------------ | ------------------ | ------------------ | -------------- | ------ |
| I      | 14 febbraio 2012   | 14378000           | 48,50%             | 8451000            | 55,23%             | 12762000       | 49,69% |
| II     | 15 febbraio 2012   | 11055000           | 37,29%             | 6012000            | 47,02%             | 9199000        | 39,26% |
| III    | 16 febbraio 2012   | 12770000           | 45,62%             | 6533000            | 57,16%             | 10540000       | 47,76% |
| IV     | 17 febbraio 2012   | 11429000           | 39,64%             | 7324000            | 48,84%             | 9931000        | 41,97% |
| Finale | 18 febbraio 2012   | 14456000           | 50,93%             | 12031000           | 68,73%             | 13287000       | 57,43% |
|        | Media delle serate | Media delle serate | Media delle serate | Media delle serate | Media delle serate | 11144000       | 47,22% |

Il picco d'ascolto si è avuto durante la finale al momento della proclamazione del vincitore, con l'81% di share.

## Classifiche

### Singoli
| Artista                         | Singolo                        | Massima posizione raggiunta | Massima posizione raggiunta | Certificazione (Italia) |
| Artista                         | Singolo                        | Italia (FIMI)               | Svizzera                    | Certificazione (Italia) |
| ------------------------------- | ------------------------------ | --------------------------- | --------------------------- | ----------------------- |
| Emma                            | Non è l'inferno                | 1                           | 19                          | 2× Platino              |
| Arisa                           | La notte                       | 1                           | —                           | 3x Platino              |
| Noemi                           | Sono solo parole               | 3                           | —                           | 2x Platino              |
| Nina Zilli                      | Per sempre                     | 5                           | —                           | Platino                 |
| Dolcenera                       | Ci vediamo a casa              | 5                           | —                           | Platino                 |
| Francesco Renga                 | La tua bellezza                | 8                           | —                           | Oro                     |
| Gigi D'Alessio e Loredana Bertè | Respirare                      | 11                          | —                           | —                       |
| Pierdavide Carone               | Nanì                           | 11                          | —                           | —                       |
| Irene Fornaciari                | Grande mistero                 | 23                          | —                           | —                       |
| Samuele Bersani                 | Un pallone                     | 25                          | —                           | —                       |
| Alessandro Casillo              | È vero (che ci sei)            | 30                          | —                           | —                       |
| Celeste Gaia                    | Carlo                          | 31                          | —                           | —                       |
| Chiara Civello                  | Al posto del mondo             | 32                          | —                           | —                       |
| Marco Guazzone                  | Guasto                         | 40                          | —                           | —                       |
| Matia Bazar                     | Sei tu                         | 46                          | —                           | —                       |
| Erica Mou                       | Nella vasca da bagno nel tempo | 52                          | —                           | —                       |
| Eugenio Finardi                 | E tu lo chiami Dio             | 57                          | —                           | —                       |

### Album
| Artista               | Album                                 | Massima posizione raggiunta | Massima posizione raggiunta | Certificazione (Italia) | Copie    |
| Artista               | Album                                 | Italia                      | Svizzera                    | Certificazione (Italia) | Copie    |
| --------------------- | ------------------------------------- | --------------------------- | --------------------------- | ----------------------- | -------- |
| Emma                  | Sarò libera (Sanremo Edition)*        | 1                           | 43                          | 3x Platino              | 150.000+ |
| Noemi                 | RossoNoemi - 2012 Edition*            | 6                           | —                           | Platino                 | 60.000+  |
| Arisa                 | Amami                                 | 6                           | —                           | Platino                 | 60.000+  |
| Nina Zilli            | L'amore è femmina                     | 11                          | —                           | Oro                     | 30.000+  |
| Gigi D'Alessio        | Chiaro                                | 4                           | 70                          | Oro                     | 30.000+  |
| Pierdavide Carone     | Nanì e altri racconti                 | 12                          | —                           | —                       | —        |
| Francesco Renga       | Fermoimmagine                         | 15                          | —                           | —                       | —        |
| Dolcenera             | Evoluzione della specie²*             | 15                          | —                           | —                       | —        |
| Alessandro Casillo    | È vero                                | 13                          | —                           | —                       | —        |
| Samuele Bersani       | Psyco - 20 anni di canzoni            | 17                          | —                           | —                       | —        |
| Marlene Kuntz         | Canzoni per un figlio                 | 38                          | —                           | —                       | —        |
| Giulia Anania         | Giulia Anania                         | 49                          | —                           | —                       | —        |
| Marco Guazzone & STAG | L'atlante dei pensieri                | 51                          | —                           | —                       | —        |
| Chiara Civello        | Al posto del mondo                    | 57                          | —                           | —                       | —        |
| Eugenio Finardi       | Sessanta                              | 58                          | —                           | —                       | —        |
| Matia Bazar           | Conseguenza logica (Sanremo Edition)* | 62                          | —                           | —                       | —        |
| Celeste Gaia          | Millimetro                            | 87                          | —                           | —                       | —        |
| Irene Fornaciari      | Grande mistero                        | 90                          | —                           | —                       | —        |
| Loredana Bertè        | Live Collection                       | —                           | —                           | —                       | —        |
| Erica Mou             | È (Sanremo Edition)*                  | —                           | —                           | —                       | —        |
| Iohosemprevoglia      | Iohosemprevoglia                      | —                           | —                           | —                       | —        |

- Nota bene: gli album contrassegnati con l'asterisco (*) non sono dischi inediti, ma riedizioni sanremesi di album precedenti. Pertanto, in questo caso le posizioni in classifica si riferiscono alle massime posizioni raggiunte unitamente da entrambe le versioni così pure le certificazioni risultano la sommatoria della vendite prima e dopo Sanremo.

### Compilation
| Titolo             | Massima posizione raggiunta | Massima posizione raggiunta |
| Titolo             | Italia                      | Svizzera                    |
| ------------------ | --------------------------- | --------------------------- |
| Super Sanremo 2012 | 1                           | 5                           |
| Sanremo 2012       | 2                           | 8                           |

Solo le canzoni di Eugenio Finardi, Alessandro Casillo ed Erica Mou sono contenute in entrambe le raccolte. Super Sanremo 2012 contiene anche Come vivere di Rocco Papaleo.

## Eurovision Song Contest

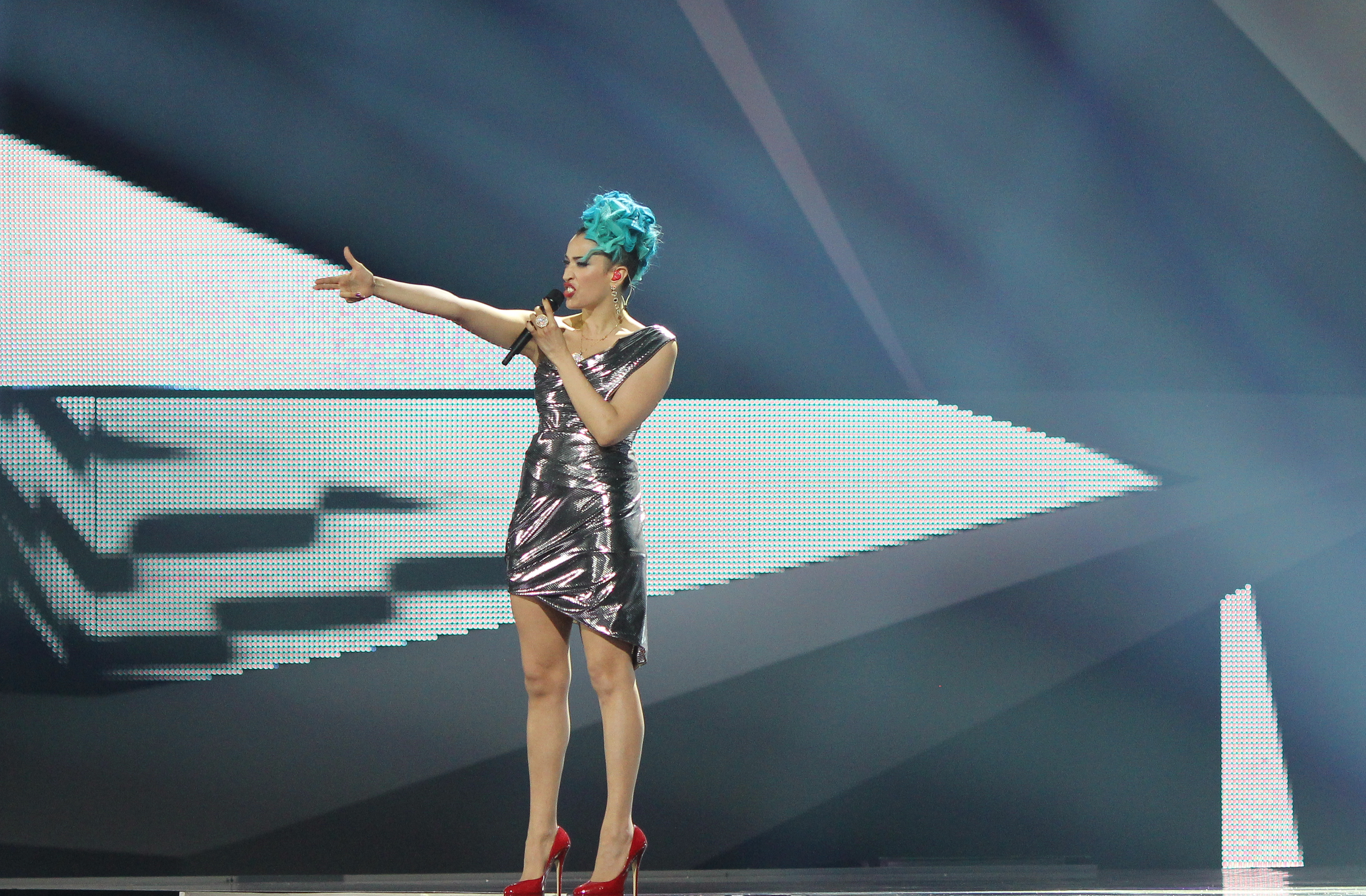
Nina Zilli durante le prove della finale dell'Eurovision Song Contest 2012 a Baku, in Azerbaigian.

Dopo il secondo posto del 2011, l'Italia ha partecipato nuovamente all'Eurovision Song Contest. Come per l'anno precedente, la Rai ha scelto tramite un'apposita commissione l'artista partecipante tra tutti quelli in concorso al Festival (è stato escluso a priori Alessandro Casillo, vincitore della sezione Sanremosocial, che non aveva ancora compiuto 16 anni il giorno della competizione). Inizialmente la scelta è ricaduta su Emma, la quale però ha preferito declinare l'invito per motivi di salute. La commissione ha dunque deciso di optare per Nina Zilli, la cui scelta è stata annunciata durante la finale di sabato dagli azeri Ell & Nikki, i vincitori della precedente edizione. Tuttavia, anziché portare il brano sanremese Per sempre, ha scelto di rappresentare l'Italia con L'amore è femmina (Out of Love), versione bilingue del suo brano L'amore è femmina contenuto nell'omonimo album. Poiché l'Italia rientratra le cosiddette Big Five, Nina Zilli si è automaticamente qualificata per la finale dell'evento.
Il 26 maggio 2012, presso la Crystal Hall di Baku in Azerbaigian, Nina Zilli ha preso parte alla finale dell'Eurovision Song Contest 2012, classificandosi nona con 101 punti. Pur centrando la top 10, nessun Paese ha attribuito all'Italia i 12 punti. La manifestazione canora è stata vinta dalla svedese Loreen con il brano Euphoria, con il quale la cantante ha stabilito il record del maggior numero di 12 punti ricevuti in finale (ben 18) e ha ottenuto l'allora secondo punteggio più alto di sempre con 372 punti. L'Italia è stato l'unico Paese a non aver attribuito nemmeno un punto alla Svezia.

## Curiosità
- Emma è il terzo artista lanciato da un talent show a vincere il Festival, dopo Marco Carta nel 2009 e Valerio Scanu nel 2010. Tutti e tre hanno partecipato ad Amici di Maria De Filippi.
- Il podio di quest'edizione vede la presenza di 3 artiste soliste.
  - L'ultima volta in cui ciò accadde fu nel 1999, quando Anna Oxa vinse con Senza pietà, seguita da Antonella Ruggiero con Non ti dimentico (Se non ci fossero le nuvole) e da Mariella Nava con Così è la vita. Tuttavia, l'edizione del 2001 vide comunque tre voci femminili posizionarsi nella parte alta della classifica finale: Elisa con Luce (tramonti a nord est), Giorgia con Di sole e d'azzurro e i Matia Bazar con Questa nostra grande storia d'amore.
  - Complessivamente, tale circostanza si è verificata solo sette volte nella storia del Festival di Sanremo: nel 1952 (in cui Nilla Pizzi fu contemporaneamente prima, seconda e terza), 1956, 1975 (che vide trionfare Gilda, la prima artista ad aver vinto la kermesse con un brano composto e interpretato da sé stessa), 1983, 1998, 1999 e 2012.
    - I podi formati da sole voci maschili soliste sono stati sette, ovvero quelli del 1959 (le prime tre canzoni in classifica sono interpretate da sei artisti solisti), 1980, 1988, 1991, 2007, 2009 e 2023.
- Come nel 2010, tutte e tre gli artisti sul podio sono legati al mondo del piccolo schermo ed in particolare a quello dei talent show: Emma ha vinto la nona edizione di Amici di Maria De Filippi, Arisa ha preso parte come giudice alla quinta edizione di X Factor e Noemi è stata lanciata dalla seconda edizione del suddetto programma. Inoltre, il vincitore della categoria Sanremosocial, Alessandro Casillo, ha partecipato alla terza edizione di Io canto, arrivando secondo e in futuro parteciperà alla diciottesima edizione di Amici di Maria De Filippi.
- Le prime tre classificate sono tutte note con un nome d'arte formato da una sola parola.
- Per la seconda volta Alessandra Amoroso ha duettato con il futuro vincitore del Festival nella serata dei duetti. Nel 2010 aveva affiancato Valerio Scanu nell'esecuzione di Per tutte le volte che....
- Francesco Renga è l'unico dei 14 Artisti che nella serata Viva l'Italia! ha cantato un brano omaggio/tributo che non è direttamente collegato all'ospite che l'accompagna. Sergio Dalma infatti non è l'autore di Bella senz'anima, né l'interprete originale, né l'autore di una celebre reinterpretazione della canzone.
- Per il primo anno dalla modifica del regolamento avvenuta nel 2010 nessuna canzone in gara è in lingua dialettale italiana.
- Il regolamento della sessantaduesima edizione è l'ultimo a prevedere il meccanismo della golden share.
- Anche in questa edizione la Gialappa's Band ha trovato il modo di insidiarsi al Festival. Durante la serata finale della kermesse, le cantanti Arisa e Noemi si sono esibite mostrando un adesivo con su scritto "Stile libero", ovvero il nome dell'omonimo programma radiofonico su R101 condotto da Marco Santin, Giorgio Gherarducci e Flavia Cercato.[139]